# نائب رئيس أذربيجان
وانتخب نائب رئيس جمهورية أذربيجان في 26 أيلول / سبتمبر 2016.كان هذا استفتاء من قبل الشعب.نائب رئيس جمهورية أذربيجان مهريبان علييفا.ووفقا للدستور والتعديلات المدخلة على الدستور المعتمد في 6 أيلول / سبتمبر 2016، يعين رئيس جمهورية أذربيجان النائب الأول للرئيس ونوابه في أذربيجان.

## التزامات
مواطن جمهورية أذربيجان الذي له الحق في المشاركة في الانتخابات لمنصب نائب رئيس جمهورية أذربيجان، مع التعليم العالي، وليس لها التزام لدول أخرى.يتم توفير نائب الرئيس الأول وأسرته على حساب الدولة.وتجرى انتخابات رئاسية غير عادية خلال 60 يوما إذا ترك رئيس جمهورية أذربيجان منصبه في وقت مبكر وفي هذه الحالة يمارس نائب رئيس الجمهورية سلطات رئيس جمهورية أذربيجان إلى حين انتخاب الرئيس الجديد.وخلال هذه الفترة، عندما فقد النائب الأول لرئيس جمهورية أذربيجان، الذي استقال من منصب رئيس جمهورية أذربيجان، قدرته تماما على أداء مهامه بسبب صحته، شغل نائب رئيس جمهورية أذربيجان مركز نائب الرئيس الأول ويفي بسلطات رئيس جمهورية أذربيجان.إن هوية نائب رئيس الجمهورية الأذربيجانية خلال فترة ولايته لا يجوز انتهاكها.ويخضع نائب رئيس الجمهورية الأذربيجانية للملاحقة الجنائية، باستثناء حالات الإدانة، لا تطبق عليه العقوبات الإدارية، ولا يخضع التفتيش للبحث والفحص الشخصي.لا يجوز إنهاء حرمة نائب رئيس جمهورية أذربيجان إلا من رئيس جمهورية أذربيجان لدى عرض المدعي العام لجمهورية أذربيجان.

## سكرتارية
رئيس أمانة النائب الأول لرئيس جمهورية أذربيجان هو الطائي حسنوف.مهدي داداشوف، نائب رئيس الأمانة الأولى للرئيس.فريز رزاييف، نائب رئيس أمانة النائب الأول للرئيس.مساعد نائب الرئيس انار الاكباروف.مساعد نائب الرئيس هو يوسف ماماداليف.مساعد نائب الرئيس هو ألشين أميربيكوف.ومساعد نائب الرئيس هو جندوز كريموف.

## قسم
| №                                             | صورة | اسم (ميلاد وفاة)            | مدة الخدمة                | حفل                 |
| --------------------------------------------- | ---- | --------------------------- | ------------------------- | ------------------- |
| تم إنشاء المشاركة في 26 أيلول (سبتمبر) 2016   |      |                             |                           |                     |
| وظيفة شاغرة (26 سبتمبر 2016 - 21 فبراير 2017) |      |                             |                           |                     |
| 1                                             |      | مهريبان علييفا (مولود 1964) | 21 فبراير 2017 - حتى الآن | حزب أذربيجان الجديد |